# Wyższa Szkoła Finansów i Informatyki im. prof. Janusza Chechlińskiego w Łodzi
Wyższa Szkoła Finansów i Informatyki im. prof. J. Chechlińskiego – niepubliczna szkoła wyższa, założona w 1997 roku w Łodzi przez Bank PBG, Bank Przemysłowo-Handlowy i Powszechny Bank Kredytowy, która została wpisana do rejestru uczelni niepaństwowych MEN pod pozycją 116. Od 2002 szkoła posiada wydział w Kaliszu.

## Charakterystyka
Oferuje stacjonarne i niestacjonarne studia I stopnia na pięciu kierunkach: finanse i rachunkowość, ekonomia, bezpieczeństwo narodowe, praca socjalna, zarządzanie oraz studia podyplomowe.
Absolwenci mogą kontynuować naukę na studiach II stopnia (magisterskich uzupełniających) w ramach posiadanych przez uczelnię umów o współpracy na Uniwersytecie Łódzkim (Wydział Ekonomiczno-Socjologiczny) oraz Politechnice Łódzkiej (Wydział Fizyki Technicznej, Informatyki, Matematyki Stosowanej).
Wyższa Szkoła Finansów i Informatyki jest uczestnikiem europejskiego programu wymiany studentów i naukowców „Socrates-Erasmus”, pośredniczy w organizowaniu zagranicznych praktyk studenckich.
Studenci mogą otrzymywać stypendia naukowe i socjalne. Uczelnia posiada własne wydawnictwo, prowadzone są prace badawcze.
Rektorem uczelni jest dr Paweł Kaczorowski.